# Бонд (пруд)
Бонд (фр. Étang de la Bonde) — пруд во Франции, расположен между коммунами Кабриер-д’Эг и Ла-Мотт-д’Эг, самый крупный водоём департамента Воклюз региона Прованс — Альпы — Лазурный Берег. Вода используется для орошения.

## Расположение
Пруд расположен в южных предгорьях массива Большой Люберон у подножия горы Мурр-Негр южного склона Люберона. Находится близ города Кабрьер-д’Эг. Он питается от источника Мирай и множества мелких притоков правого берега Дюранс. Для поддержания уровня пруда вода также может перекачиваться из реки Дюранс. Пруд находится в долине Эг, примерно в 35 км от города Экс-ан-Прованс.

## История
Сеньор Фуке д’Агу (1400—1492), барон де Со, камергер короля Рене Анжуйского, граф Прованса, решил создать запас воды для замка Ла-Тур-д’Эг и в XV веке был сооружён акведук. Так появился искусственный водоём и ирригационная система, которая использовалась для орошения всей долины Эг и внесла огромный вклад в расширение сельского хозяйства долины. В позднейшее время система была куплена Генеральным советом Воклюза.

## Туризм и отдых
Пруд широко используется для отдыха, круглогодично открыт для купания. Однако, уровень воды может варьироваться. Имеется несколько парковок, ресторан и теннисные корты.

## Замок де-ла-Бонд
На берегу пруда находится замок де-ла-Бонд, окружённый виноградниками, появившимися в XIX веке. Часовня замка датируется XVI веком. Долгое время хозяином замка, пруда и окрестных виноградников площадью 130 га был французский историк Гюстав Фонье (1842—1927).

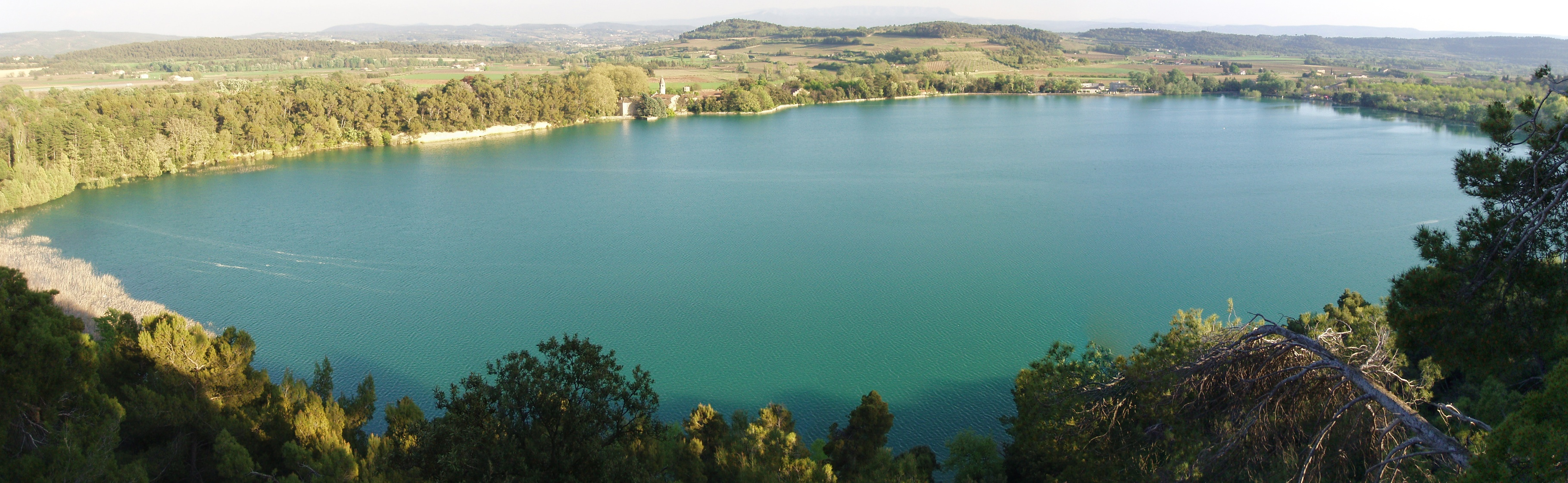
Панорама пруда